# FaZe Clan
FaZe Clan (ранее FaZe Sniping) — профессиональная североамериканская киберспортивная и развлекательная организация со штаб-квартирой в Лос-Анджелесе, США. Основана 30 мая 2010 года. Команды FaZe Clan регулярно участвуют в турнирах по Call of Duty, Counter-Strike 2, PUBG, Tom Clancy's Rainbow Six Siege, FIFA, Fortnite, FIFA Online.

## История
Первый состав FaZe Sniping дебютировал на YouTube в 2010 году. Изначально это был клан Call of Duty, основанный тремя игроками: Эриком «CLipZ» Риверой, Джеффом «Housecat» Эманном (теперь известным как «Timid») и Беном «Resistance» Кристенсеном. Эта тройка быстро завоевала популярность, что послужило поводом для увеличения состава и расширения поля деятельности. В конце 2010 года к клану присоединился «Fakie», после чего была выпущена популярная серия сюжетов FaZe ILLCAMS. В 2014 году были приглашены Томас «Temperrr» Оливейра и Ричард «Banks» Бенгстон, которые к традиционному игровому контенту добавили мотивы и сюжеты из жизни.
В конце 2018 года команда FaZe Clan открыла свой раунд финансирования серии А, выпустив крупную партию акций. С марта по апрель 2019 года крупные суммы были инвестированы основателями маркетингового агентства Cut + Sew, рэпером Ray J, профессиональными баскетболистами Мейерсом Леонардом и Джошем Хартом. Через некоторое время Леонард Мейерс присоединился к команде в качестве организатора под ником «Hammer». В августе 2019 года к организации присоединился ещё один инвестор — рэпер Offset.
В течение всего 2019 года инвесторами также стали музыканты Суэй Ли, Йо Готти, рэпер Питбуль, DJ Paul, Disco Fries, баскетболисты Бен Симмонс и Джамал Мюррей, футболист Грегори ван дер Вил, скейтбордист Ниджа Хьюстон, ведущий радиостанции Big Boy, музыкальные продюсеры Сильвия Роун, Трой Картер и Гай Озери, актёр Крис О’Доннелл. В декабре 2019 года FaZe Clan завершил раунд финансирования серии A инвестициями от предпринимателя Джимми Айовина и мобильной платформы NTWRK. В январе 2020 года организация получила крупный инвестиционный кредит в размере 22,7 млн долларов от канадской финансовой компании Canaccord Genuity.
22 мая 2022 года CS:GO-состав FaZe стал чемпионом PGL Major 2022 Antwerp.
20 октября 2023 года организация была поглощена канадским агентством GameSquare.

### FaZe France
19 сентября 2013 года организация объявила о создании FaZe eSniping — команды снайперов для соревнований. В первоначальный состав вошли Рафаэль «Zydar» Зидар, Эллиот «Hyspe», Кевин «RanbOw» и Анил «WaRTeK» Бранкалеони. Подразделение выиграло ряд важных турниров, после чего 3 апреля 2014 года FaZe Clan объявил о ребрендинге FaZe eSniping в FaZe France.
Однако под новым названием команда просуществовала недолго. Сначала её покинул «RanbOw», которого заменил Энтони «Toto». Спустя чуть больше года после ребрендинга, 26 мая 2015 года игроки и сотрудники FaZe France объявили, что их не удовлетворяют планы FaZe, после чего они вышли из её состава с целью создания собственной организации.

### Red Reserve
5 декабря 2014 года FaZe Clan объявил о создании нового субподразделения Red Reserve. Сразу после этого на YouTube появляется новый канал снайперов этой команды из Call of Duty. Игроки и контент-менеджеры Red Reserve выкладывали большую серию сюжетов в партнерстве с FaZe вплоть до июня 2016 года. После этого они, подобно своим предшественникам из FaZe France, разорвали отношения с FaZe, чтобы заняться раскруткой собственного бренда.

### Atlanta FaZe
2 мая 2019 года Activision Blizzard объявила, что Atlanta Esports Ventures приобрела один из первых пяти слотов франшизы для Call of Duty League. Согласно ESPN, издатель рассчитывал продать их примерно за 25 миллионов долларов на команду. В очередном выпуске Гамильтон заявил, что у FaZe Clan появилась возможность ещё раз сыграть ключевую роль в развитии киберспортивного сообщества Атланты, занявшись активным продвижением Call of Duty в этом городе. После проведения совместной подготовки AEV и FaZe Clan в октябре 2019 года было объявлено создание новой команды Atlanta FaZe.
Сезон 2021 в Call of Duty League Atlanta FaZe завершила 22 августа победой на Чемпионат мира.
9 ноября организация объявила о подписании контракта с игроком Prestinni для участия в Call of Duty League на сезон 2022.

## Counter-Strike 2

### Состав команды
5 мая 2025 года на место Хельвийс «broky» Сауканц в аренду до конца BLAST.tv Major: Austin 2025 из Natus Vincere был взят Александр «s1mple» Костылев.
9 июля 2025 Хельвийс «broky» Сауканц вернулся в основной состав из-за окончания аренды Александр «s1mple» Костылев.
| Страна          | Ник             | Полное имя           | Роль            | Присоединился   |
| Основной состав | Основной состав | Основной состав      | Основной состав | Основной состав |
| --------------- | --------------- | -------------------- | --------------- | --------------- |
| Флаг Дании      | karrigan        | Финн Андерсен        | Капитан         | 18 февраля 2021 |
| Флаг Латвии     | broky           | Хельвийс Сауканц     | Снайпер         | 9 июля 2025     |
| Флаг Норвегии   | rain            | Говард Нигаард       | Стрелок         | 20 января 2016  |
| Флаг Словакии   | frozen          | Давид Чернянский     | Стрелок         | 4 декабря 2023  |
| Флаг США        | EliGE           | Джонатан Яблоновский | Стрелок         | 10 января 2025  |
| Тренер          |                 |                      |                 |                 |
| Флаг Польши     | NEO             | Филип Кубский        | Тренер          | 27 июля 2023    |
| Запасной игрок  |                 |                      |                 |                 |
| Флаг Швеции     | olofmeister     | Олоф Кайбер          | Стрелок         | 20 августа 2017 |

### Достижения
Лучшая киберспортивная команда 2022 года по мнению HLTV.
| Место                     | Турнир                                     | Место проведения          | Дата                      | Призовые    |
| 2016                      | 2016                                       | 2016                      | 2016                      | 2016        |
| ------------------------- | ------------------------------------------ | ------------------------- | ------------------------- | ----------- |
| 9—12                      | MLG Major Championship: Columbus 2016      | Колумбус                  | 29 марта — 3 апреля       | 8750 $      |
| 9—12                      | ESL One: Cologne 2016                      | Кельн                     | 5—10 июля                 | 8750 $      |
| 3                         | ELEAGUE Season 2                           | Атланта                   | 21 октября — 3 декабря    | 60 000 $    |
| 3                         | iBUYPOWER Masters 2016                     | Коста-Меса                | 12—13 ноября              | 12 500 $    |
| 3                         | IEM Oakland                                | Окленд                    | 16—20 ноября              | 30 000 $    |
| 2017                      |                                            |                           |                           |             |
| 5—8                       | ELEAGUE Major: Atlanta 2017                | Атланта                   | 22—29 января              | 35 000 $    |
| 2                         | IEM Katowice 2017                          | Катовице                  | 1—5 марта                 | 44 000 $    |
| 1                         | StarLadder i-League StarSeries Season 3    | Киев                      | 4—9 апреля                | 120 000 $   |
| 2                         | IEM Sydney                                 | Сидней                    | 3—7 мая                   | 40 000 $    |
| 2                         | ECS Season 3 — Finals                      | Лондон                    | 23—25 июня                | 125 000 $   |
| 3                         | ESL One: Cologne 2017                      | Кельн                     | 4—9 июля                  | 20 000 $    |
| 15—16                     | PGL Major Kraków 2017                      | Краков                    | 16—23 июля                | 8750 $      |
| 1                         | ELEAGUE CS:GO Premier 2017                 | Атланта                   | 8 сентября — 13 октября   | 500 000 $   |
| 1                         | ESL One: New York 2017                     | Нью-Йорк                  | 15—17 сентября            | 125 000 $   |
| 2                         | IEM Oakland                                | Окленд                    | 14—19 ноября              | 54 000 $    |
| 3                         | BLAST Pro Series: Copenhagen 2017          | Копенгаген                | 25 ноября                 | 25 000 $    |
| 2                         | ESL Pro League Season 6 — Finals           | Оденсе                    | 5—10 декабря              | 100 000 $   |
| 1                         | ECS Season 4 — Finals                      | Канкун                    | 15—17 декабря             | 250 000 $   |
| 2018                      |                                            |                           |                           |             |
| 2                         | ELEAGUE Major: Boston 2018                 | Атланта Бостон            | 15—27 января              | 150 000 $   |
| 4                         | StarLadder & i-League StarSeries Season 4  | Киев                      | 17—25 февраля             | 15 000 $    |
| 2                         | IEM Katowice 2018                          | Катовице                  | 27 февраля — 4 марта      | 100 000 $   |
| 3                         | V4 Future Sports Festival - Budapest 2018  | Будапешт                  | 23—25 марта               | 62 000 $    |
| 1                         | IEM Sydney 2018                            | Сидней                    | 1—6 мая                   | 100 000 $   |
| 3                         | ESL Pro League Season 7 - Finals           | Даллас                    | 15—20 мая                 | 55 000 $    |
| 3                         | ECS Season 5 - Finals                      | Лондон                    | 8—10 июня                 | 65 000 $    |
| 1                         | ESL One: Belo Horizonte 2018               | Белу-Оризонти             | 13—17 июня                | 100 000 $   |
| 3                         | ESL One: Cologne 2018                      | Кельн                     | 3—8 июля                  | 22 000 $    |
| 5—8                       | FACEIT Major: London 2018                  | Лондон                    | 5—23 сентября             | 35 000 $    |
| 1                         | EPICENTER 2018                             | Москва                    | 23—28 октября             | 150 000 $   |
| 4                         | BLAST Pro Series: Copenhagen 2018          | Копенгаген                | 2—3 ноября                | 15 000 $    |
| 3                         | IEM Chicago                                | Чикаго                    | 6—11 ноября               | 20 000 $    |
| 2019                      |                                            |                           |                           |             |
| 1                         | ELEAGUE Invitational 2019                  | Атланта                   | 25—27 января              | 80 000 $    |
| 5—8                       | IEM Katowice Major 2019                    | Катовице                  | 13 февраля — 3 марта      | 35 000 $    |
| 1                         | BLAST Pro Series: Miami 2019               | Майами                    | 12—13 апреля              | 125 000 $   |
| 3                         | DreamHack Masters Dallas 2019              | Даллас                    | 28 мая — 2 июня           | 22 000 $    |
| 2                         | BLAST Pro Series: Los Angeles 2019         | Лос-Анджелес              | 13—14 июля                | 50 000 $    |
| 12—14                     | StarLadder Berlin Major 2019               | Берлин                    | 23 августа — 8 сентября   | 8750 $      |
| 1                         | BLAST Pro Series: Copenhagen 2019          | Копенгаген                | 1—2 ноября                | 125 000 $   |
| 3                         | Intel Extreme Masters Season XIV - Beijing | Пекин                     | 7—11 ноября               | 25 000 $    |
| 4                         | BLAST Pro Series: Global Final 2019        | Эр-Рифа-эш-Шарки          | 12—14 декабря             | 35 000 $    |
| 2020                      |                                            |                           |                           |             |
| 3                         | DreamHack Masters Spring 2020: Europe      | Онлайн                    | 19 мая — 16 июня          | 20 000 $    |
| 3                         | BLAST Premier: Spring 2020 European Finals | Онлайн                    | 15—21 июня                | 30 000 $    |
| 1                         | IEM - New York Online: Europe              | Онлайн                    | 6—11 октября              | 70 000 $    |
| 2021                      |                                            |                           |                           |             |
| 3                         | IEM Cologne 2021                           | Кельн                     | 8—18 июля                 | 80 000 $    |
| 9—11                      | PGL Major Stockholm 2021                   | Стокгольм                 | 26 октября — 7 ноября     | 17 500 $    |
| 2022                      |                                            |                           |                           |             |
| 1                         | IEM Katowice 2022                          | Катовице                  | 15—27 февраля             | 400 000 $   |
| 1                         | ESL Pro League Season 15                   | Дюссельдорф               | 9 марта — 10 апреля       | 190 000 $   |
| 1                         | PGL Major Antwerp 2022                     | Антверпен                 | 9—22 мая                  | 500 000 $   |
| 2                         | Roobet Cup 2022                            | Онлайн                    | 22—30 июня                | 50 000 $    |
| 1                         | IEM Cologne 2022                           | Кёльн                     | 5—17 июля                 | 400 000 $   |
| 15—16                     | IEM Rio Major 2022                         | Рио-де-Жанейро            | 31 октября — 13 ноября    | 20 000 $    |
| 2                         | BLAST Premier Fall Final 2022              | Копенгаген                | 23—27 ноября              | 45 000 $    |
| 3                         | BLAST Premier World Final 2022             | Абу-Даби                  | 14—18 декабря             | 85 000 $    |
| 2023                      |                                            |                           |                           |             |
| 1                         | ESL Pro League Season 17                   | Сент-Джулианс             | 22—26 марта               | 200 000 $   |
| Intel Grand Slam Season 4 | Intel Grand Slam Season 4                  | Intel Grand Slam Season 4 | Intel Grand Slam Season 4 | 1 000 000 $ |
| 5—8                       | Blast Paris Major 2023                     | Париж                     | 8—21 мая                  | 45 000 $    |
| 3                         | IEM Dallas 2023                            | Даллас                    | 29 мая — 4 июня           | 25 000 $    |
| CS2                       |                                            |                           |                           |             |
| 1                         | IEM Sydney 2023                            | Сидней                    | 16—22 октября             | 100 000 $   |
| 1                         | Thunderpick World Championship 2023        | Онлайн                    | 27 октября — 5 ноября     | 250 000 $   |
| 1                         | CS Asia Championships 2023                 | Шанхай                    | 8—12 ноября               | 250 000 $   |
| 2                         | BLAST Premier Fall Final 2023              | Копенгаген                | 22—26 ноября              | 85 000 $    |
| 2                         | BLAST Premier World Final                  | Абу-Даби                  | 13—17 декабря             | 250 000 $   |
| 2024                      |                                            |                           |                           |             |
| 2                         | IEM Katowice 2024                          | Катовице                  | 3—11 февраля              | 180 000 $   |
| 2                         | PGL CS2 Major Copenhagen 2024              | Копенгаген                | 21—31 марта               | 170 000 $   |
| 1                         | IEM Chengdu 2024                           | Чэнду                     | 8—14 апреля               | 100 000 $   |
| 3                         | BLAST Premier Fall Final 2024              | Копенгаген                | 25—29 сентября            | 40 000 $    |
| 2                         | Perfect World Shanghai Major 2024          | Шанхай                    | 30 ноября — 15 декабря    | 170 000 $   |
| 2025                      |                                            |                           |                           |             |
| 4                         | PGL Cluj-Napoca                            | Бухарест/Клуж-Напока      | 14—23 февраля             | 87 500 $    |
| 5—8                       | BLAST.tv Austin Major 2025                 | Остин                     | 3—22 июня                 | 45 000 $    |

## Сотрудничества и партнерства
FaZe Clan за время своего существования сотрудничал со многими компаниями. Среди них производители игровых контроллеров, игровой периферии, игровой мебели, напитков и др. Так в 2011 году FaZe Clan объявил о партнерстве с производителем игровых контроллеров Custom Controllerzz, а затем с Imagine Customs. В 2012 — с Kaoss Controllers, в 2013 — Scuf Gaming, в 2015 — KontrolFreek. Результатом стал выпуск одного или нескольких контроллеров под маркой FaZe.
В 2014 году производители игровой периферии ASTRO Gaming и Razer объявили о сотрудничестве с FaZe. Результатом сотрудничества с SteelSeries стал выпуск в 2019 году ограниченного тиража брендированных ковриков для мыши FaZe Clan. Во время партнерства с производителем игровых компьютерных кресел DXRacer было выпущено кресло под маркой FaZe. 7 февраля 2020 года Atlanta FaZe объявила о сотрудничестве с производителем игровой мебели RESPAWN. С производителем энергетических напитков G FUEL в 2012 FaZe Clan выпустила несколько вкусов, а также чашки и крышки для шейкеров, в 2020 в сотрудничестве с брендом газированных безалкогольных напитков Mountain Dew компания выпустила оригинальный напиток MTN DEW AMP GAME FUEL, раскрученный на YouTube канале Faze Clan.
Также на протяжении 2019—2020 годов FaZe Clan сотрудничал с производителем автомобилей Nissan, подразделением киберспортивной и игровой индустрии компании бытовой электроники HTC, компанией-разработчиком программного обеспечения Wix. 2 мая 2019 года Atlanta Esports Ventures объявила о покупке франшизы в Call of Duty в партнерстве с FaZe Clan. 26 сентября 2019 года футбольный клуб Манчестер Сити объявил о партнерстве с FaZe Clan по созданию контента и одежды. 19 февраля 2020 года FaZe Clan Thailand объявила о сотрудничестве с ритейлером одежды 24 Kilates и сетью барбершопов Neversay Cutz.
FaZe Clan запустил несколько линеек брендированной одежды совместно с различными организациями: футбольным клубом Legia Warsaw, командой хоккейной лиги Toronto Maple Leafs, мобильной платформой электронной коммерции NTWRK, с брендом одежды Siberia Hills, журналом о баскетболе SLAM, командой хоккейной лиги Los Angeles Kings. Эксклюзивные совместные коллекции были и в сотрудничестве с производителем спортивной одежды Champion, дизайнером Уорреном Лотасом и брендом спортивной одежды Kappa, лейблом Lyrical Lemonade и брендом одежды 24karats.
Сотрудничали с компанией по производству головных уборов New Era. 24 ноября 2019 года FaZe Clan совместно с продавцом мебели Lovesac представили кресла-мешки. 1 декабря 2019 года FaZe Clan совместно с производителем игорного оборудования Vertagear объявили о создании стульев.
В августе 2021 года FaZe Clan анонсировали партнерство с McDonald’s. Компании будут совместно создавать контент с участием главных звёзд организации FaZe Clan.
В сентябре 2021 года Faze Clan и DC Comics сотрудничали над созданием лимитированной версии книги комикса, написанной Джошем Трухильо с иллюстрациями Скота Итана, в котором главными героями стали Бэтмен и несколькими членов команды Faze Clan.
19 января 2023 года FaZe Clan объявила о партнерстве с немецким производителем автомобилей Porsche.

## Благотворительность
11 апреля 2018 года FaZe Clan и Legia Warsaw предоставили коллекцию совместно выпущенных рубашек поло для сайта благотворительного аукциона Charytatywni Allegro. Вырученные средства пошли на приобретение оборудования для Института матери и ребёнка. 12 февраля 2020 года FaZe Clan объявил о сотрудничестве с благотворительным фондом Ronald McDonald House в Лос-Анджелесе, чтобы создать игровой зал в здании этой организации.
15 марта 2020 года FaZe Clan анонсировал еженедельный благотворительный турнир Call of Duty: Warzone. В нём принимают участие влиятельные лица в социальных сетях и YouTube, а также стримеры, знаменитости, спортсмены и музыканты. Аудитория может жертвовать деньги, которые перечисляют благотворительным организациям, помогающим людям, пострадавшим от COVID-2019. Во время пандемии FaZe Clan также выпустила защитные многоразовые маски.